# Eupen-Malmedy
Eupen-Malmedy, spesso chiamata anche Cantoni dell'Est e talvolta Belgio orientale (in tedesco Ostbelgien, in francese Belgique de l'Est), è una piccola regione prevalentemente germanofona del Belgio al confine con la Germania. Comprende i cantoni di Eupen e Sankt Vith (facenti parte della Comunità germanofona del Belgio) e i comuni di Malmedy e Waimes per una superficie complessiva di circa 730 km².
Questo territorio, precedentemente parte del Regno di Prussia e dell'Impero tedesco, fu annesso al Belgio in seguito al Trattato di Versailles dopo la prima guerra mondiale. L'annessione formale avvenne in seguito a un controverso plebiscito nel 1920, diventando parte della provincia di Liegi nel 1925. Le agitazioni da parte dei nazionalisti tedeschi durante il periodo interbellico portarono alla sua riannessione alla Germania nazista durante la seconda guerra mondiale. Il territorio tornò al Belgio nel 1945. 
Oggi forma una grande componente della Comunità germanofona del Belgio, una delle tre comunità linguistiche belghe.

## Storia

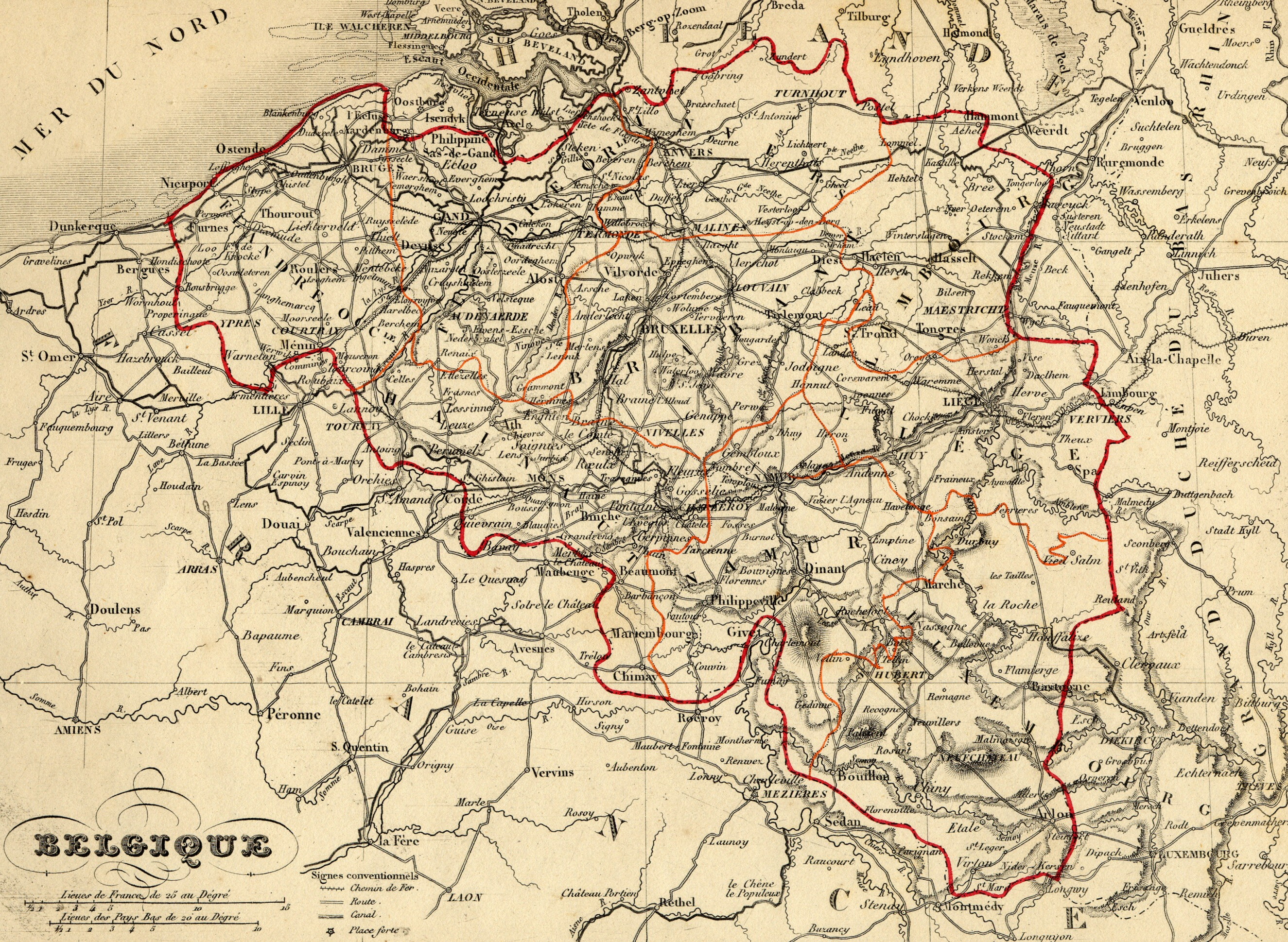
Una mappa del 1843 con Eupen e Malmedy nel Regno di Prussia.

Storicamente, i territori dell'Eupen-Malmedy avevano poco in comune: l'area settentrionale, intorno a Eupen, era originariamente parte del Ducato di Limburgo, una dipendenza del Ducato di Brabante, parte dei Paesi Bassi austriaci. L'area meridionale, intorno a Sankt Vith, apparteneva al Ducato del Lussemburgo. Il piccolo villaggio di Manderfeld-Schönberg apparteneva all'Arcivescovado di Treviri. Malmedy e Waimes, con l'eccezione del villaggio di Faymonville, erano parte della "doppia" abbazia imperiale (due monasteri sotto un unico abate) del Principato di Stavelot-Malmedy, che era uno stato imperiale del Sacro romano impero. 
Nel XIX secolo la maggior parte degli abitanti del territorio era di lingua tedesca, mentre la città di Malmedy era divisa tra germanofoni e francofoni. Nel 1795, dopo che l'esercito rivoluzionario francese entrò nei Paesi Bassi austriaci, l'area fu interamente incorporata nel Dipartimento dell'Ourthe, nella Prima Repubblica francese.

### 1815-1919: amministrazione prussiana
Al Congresso di Vienna l'intera area fu assegnata al Regno di Prussia. La città nord-occidentale di Moresnet, ambita sia dal Regno Unito dei Paesi Bassi che dal Regno di Prussia, fu dichiarata territorio neutrale. Dopo il 1830, anno dell'indipendenza del Belgio, la metà dei territori olandesi passò ai belgi fino al 1839, quando gli stessi cedettero le rivendicazioni al Limburgo olandese.

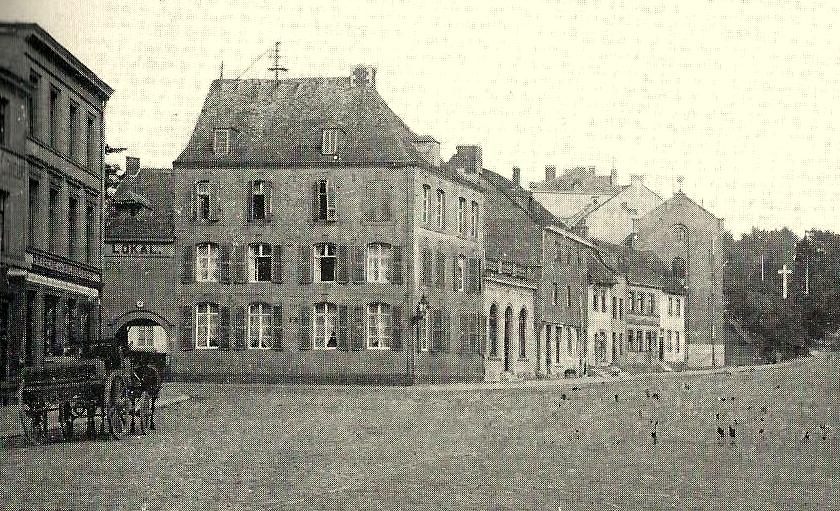
Vista di Eupen nel 1900, durante il dominio prussiano.

Questo cambiamento non si ripercosse sugli abitanti della regione. Anche nella francofona Malmedy non si videro grandi effetti in quanto il comune fu autorizzato a usare il francese come lingua amministrativa ufficiale fino al Kulturkampf, durante il quale fu vietato l'uso della lingua francese, non senza alcune resistenze a parte della popolazione locale (ad esempio, i preti cattolici, ai quali era stato proibito di predicare in francese, iniziarono a utilizzare il vallone per evitare di doverlo fare in tedesco).
La maggior parte del territorio aveva parlato tedesco – o dialetti tedeschi – per secoli, mentre il vallone era parlato da circa i due terzi della popolazione del distretto di Malmedy al momento della sua creazione nel 1816. Il distretto a prevalenza germanofona di Sankt Vith nel 1821 fu unito al distretto di Malmedy, che divenne quindi a maggioranza germanofona. Secondo un censimento della popolazione del 1900, il nuovo distretto di Malmedy aveva solo una minoranza del 28,7% di parlanti la lingua vallona. Il più piccolo ma più popoloso distretto di Eupen era quasi interamente di lingua tedesca, con minoranze vallone e francofone che rappresentavano complessivamente meno del 5% della popolazione. All'inizio della prima guerra mondiale la maggior parte degli abitanti dei distretti di Eupen e Malmedy si considerava tedesca e durante il conflitto combatté per l'Impero tedesco.

### 1919-1925: amministrazione provvisoria belga

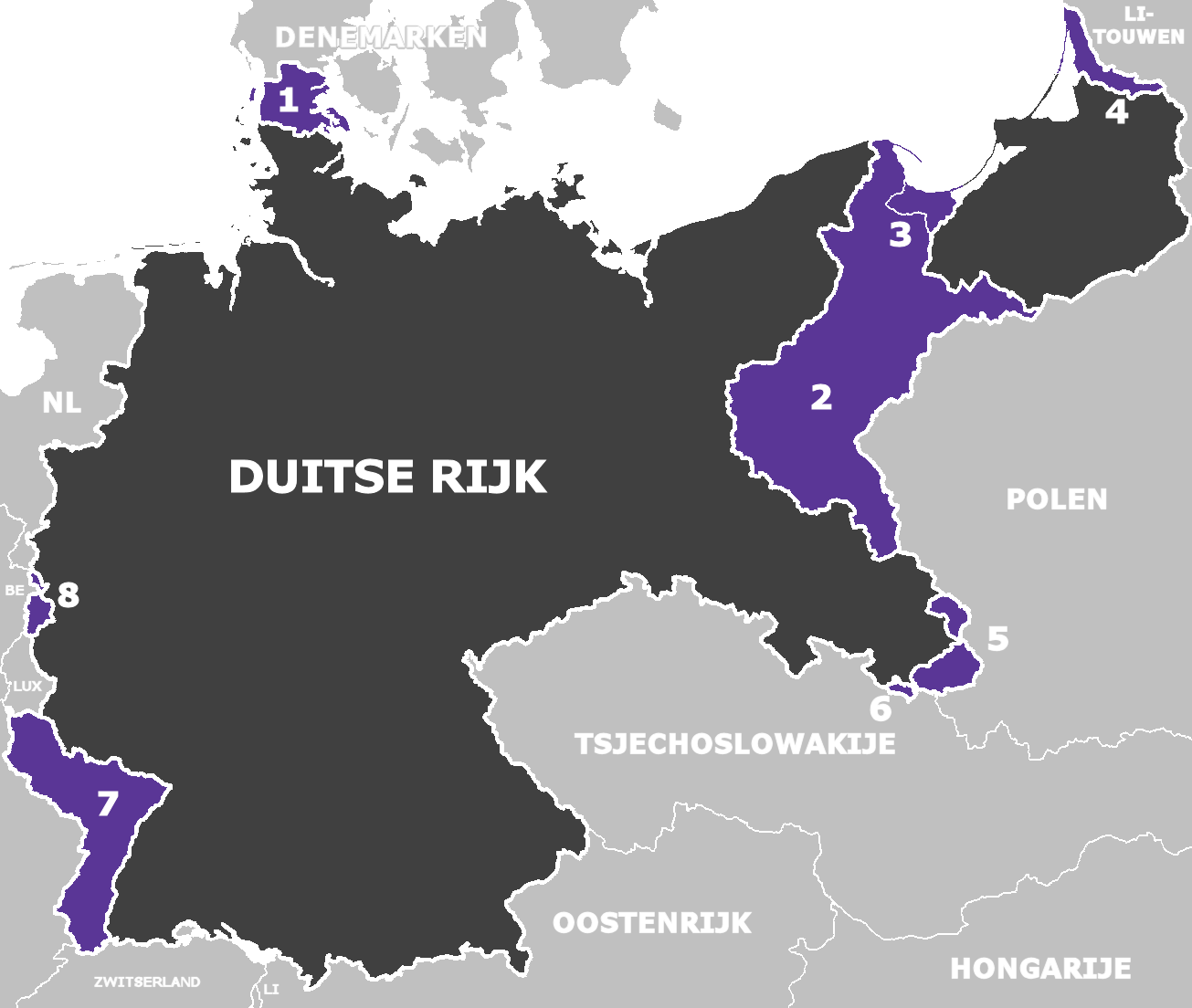
Mappa dei territori persi dall'Impero tedesco dopo la prima guerra mondiale. L'Eupen-Malmedy è indicato con il numero 8.

Durante la prima guerra mondiale il Belgio fu invaso dall'Impero tedesco e, tra il 1914 e il 1918, gran parte del territorio belga subì l'occupazione militare tedesca. Con la sconfitta della Germania nel 1918, i politici belgi tentarono di espandere il loro territorio a spese dei tedeschi. Tuttavia, gli accordi raggiunti con il Trattato di Versailles si rivelarono deludenti per il Belgio: non riuscì ad annettere nessun territorio olandese o del Lussemburgo, ma ottenne il piccolo territorio coloniale tedesco del Ruanda-Urundi in Africa e quello dell'Eupen-Malmedy in Europa, insieme al territorio precedentemente neutrale di Moresnet. All'epoca l'Eupen-Malmedy contava circa 64 000 abitanti.
Nel 1919 un governo di transizione fu insediato da parte del Governo belga nel territorio dell'Eupen-Malmedy. A capo di questo governo provvisorio fu posto il generale belga Herman Baltia. Secondo i termini del Trattato, il controllo belga sul territorio doveva essere subordinato al risultato di un plebiscito locale, che si tenne nel 1920. Questa votazione si svolse senza voto segreto e fu organizzato come una consultazione nella quale i cittadini contrari all'annessione avrebbero dovuto registrare formalmente la propria opposizione. Solo 271 dei circa 33700 aventi diritto si opposero all'annessione al Belgio. La Società delle Nazioni accettò l'esito del plebiscito e il governo di transizione preparò l'annessione dell'Eupen-Malmedy al Belgio, che avvenne ufficialmente nel 1925.
Tra 1921 e 1925 questo territorio, a stragrande maggioranza cattolica, dipese ecclesiasticamente dalla nuova diocesi di Eupen e Malmedy (staccata dall'arcidiocesi di Colonia) che nel 1925 fu annessa dalla diocesi di Liegi a cui era già unita, anche se con propria Curia.

### 1925-1940: annessione formale al Belgio
Nel giugno 1925 l'Eupen-Malmedy fu annesso al Belgio come parte della provincia di Liegi. Gli abitanti dell'area poterono votare alle elezioni generali del Belgio del 1925.
Alla fine degli anni 1920 si costituirono diverse organizzazioni etniche tedesche che avviarono una campagna per la promozione della cultura tedesca e il ritorno del territorio dell'Eupen-Malmedy alla Germania. Dopo l'ascesa al potere di Adolf Hitler e del partito nazista in Germania, l'agitazione all'Eupen-Malmedy crebbe e molti abitanti si dichiararono apertamente filonazisti, mentre i socialisti locali iniziarono a prendere le distanze dalle campagne per la riannessione alla Germania.
Nel 1935 emerse a livello locale il Heimattreue Front, un partito apertamente filonazista che raggiunse la maggioranza in tutti e tre i distretti dell'Eupen-Malmedy nelle elezioni del 1936 e del 1939.

### 1940-1945: annessione alla Germania

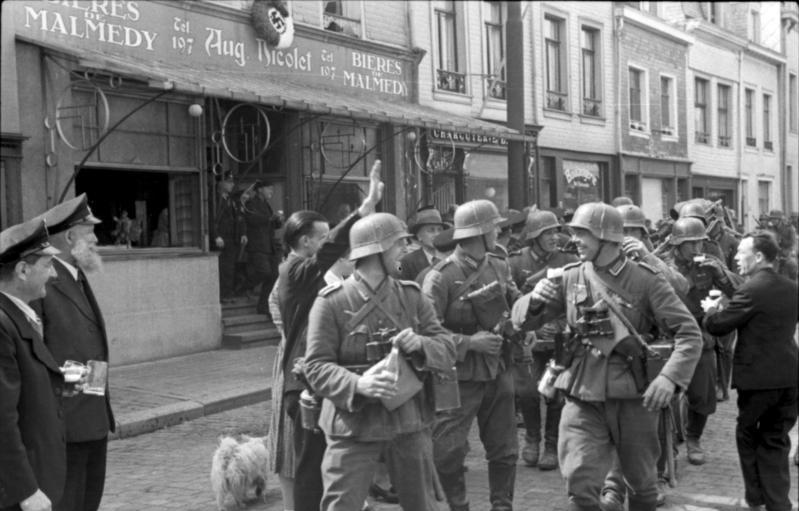
Soldati tedeschi accolti a Malmedy nel maggio 1940.

Durante la seconda guerra mondiale la Germania nazista invase il Belgio nel maggio 1940 e lo occupò per la seconda volta. Il 18 maggio 1940 Hitler annunciò la riannessione dell'Eupen-Malmedy alla Germania mentre il resto del Paese rimase sotto occupazione militare. Il Governo belga in esilio, in ogni caso, rifiutò di riconoscere l'annessione tedesca. Come parte della Germania nazista, circa 8 000 uomini del posto furono arruolati nei ranghi tedeschi e più di 2 000 di questi soldati persero la vita sul Fronte Orientale. La regione soffrì pesantemente durante l'Offensiva delle Ardenne del 1944-45 e Sankt Vith, in particolare, fu quasi totalmente distrutta dai bombardamenti.

### Post-1945: ritorno al Belgio
Dopo il secondo conflitto mondiale il Belgio riaffermò la sovranità sull'area, con la conseguenza che i cittadini che avevano prestato servizio nell'esercito tedesco vennero considerati traditori dello Stato. Le autorità belghe aprirono 16 000 indagini sui cittadini maschi dell'Eupen-Malmedy che videro coinvolto circa il 25% dell'intera popolazione della regione (contro il 5% dell'intero Belgio).
Dopo la guerra le campagne per riportare l'Eupen-Malmedy in territorio tedesco svanirono. Il primo partito politico regionalista, il Partito dei belgi germanofoni (PDB, dal nome in tedesco Partei der Deutschsprachigen Belgier), fu fondato nel 1971 per garantire una maggiore autonomia dei germanofoni all'interno dello Stato federale, lasciando da parte la secessione della regione. La campagna del PDB ebbe il suo culmine nel 1984, quando fu creata la Comunità germanofona del Belgio che diede autonomia culturale ai 70 000 abitanti parlanti tedesco sulla falsariga di quanto già accadde per le comunità belghe olandese e francofona. I nove comuni di lingua tedesca dell'Eupen-Malmedy fanno parte di questa comunità, mentre Malmedy e Waimes fanno parte della Comunità francofona del Belgio.

## Lingue parlate

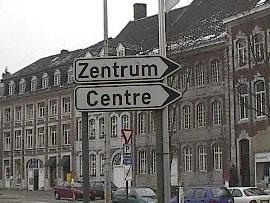
Cartelli stradali bilingue (tedesco e francese) a Eupen.

La situazione linguistica nella regione è complessa, poiché si trova al confine tra aree in cui si parlano le lingue romanze e quelle in cui prevalgono le lingue germaniche e sull'isoglossa che divide diversi dialetti della lingua tedesca, che negli ultimi decenni hanno visto un calo di parlanti rispetto al tedesco e al francese.
Storicamente ad Aubel, Baelen, Plombières, Welkenraedt (comuni belgi vicini all'Eupen-Malmedy), Eupen, Kelmis e Lontzen le lingue locali sono state classificate come facenti parte limburgiche, quindi dialetti del basso francone e del danese. Gli abitanti di Raeren parlavano ripuario e quelli dell'area di Sankt Vith mosellano, entrambi dialetti della lingua alto-tedesca. La maggior parte delle persone che vivono a Malmedy e Waimes parlano vallone o francese, con una minoranza di germanofoni.
L'Eupen-Malmedy non deve quindi essere confuso con la Comunità germanofona del Belgio, che non include le aree dei comuni di Malmedy e Waimes (essendo queste francofone).

## Amministrazione
Agli inizi degli anni 1920 i comuni compresi in questo territorio furono raggruppati in tre distretti: distretto di Eupen, distretto di Malmedy e distretto di Sankt Vith. La suddivisione è stata revisionata durante le riforme del governo locale del 1976-77 e ora è amministrata come segue:
Distretto di Eupen
- Eupen: Eupen e Kettenis
- Kelmis: Kelmis, Neu-Moresnet e Hergenrath
- Moresnet: Lontzen e Walhorn
- Raeren: Raeren, Eynatten e Hauset

Distretto di Sankt Vith
- Sankt Vith: Sankt Vith, Crombach, Lommersweiler, Schönberg e Recht
- Bütgenbach: Bütgenbach ed Elsenborn
- Büllingen: Büllingen, Manderfeld e Rocherath
- Amel: Amel, Heppenbach e Meyerode
- Burg-Reuland: Reuland e Thommen

Distretto di Malmedy
- Malmedy: Malmedy, Bévercé e Bellevaux-Ligneuville
- Waimes: Waimes, Faymonville e Robertville